# Кемпбелл (Міннесота)
Кемпбелл (англ. Campbell) — місто (англ. city) в США, в окрузі Вілкін штату Міннесота. Населення — 164 особи (2020).

## Географія
Кемпбелл розташований за координатами 46°5′51″ пн. ш. 96°24′20″ зх. д. / 46.09750° пн. ш. 96.40556° зх. д. (46.097533, -96.405479).  За даними Бюро перепису населення США в 2010 році місто мало площу 0,61 км², уся площа — суходіл.

## Демографія
Згідно з переписом 2010 року, у місті мешкало 158 осіб у 72 домогосподарствах у складі 45 родин. Густота населення становила 259 осіб/км².  Було 104 помешкання (171/км²).
Расовий склад населення:
| - 98,7 % — білих - 0,6 % — корінних американців - 0,6 % — чорних або афроамериканців |

До двох чи більше рас належало 0,0 %. Частка іспаномовних становила 3,2 % від усіх жителів.
За віковим діапазоном населення розподілялося таким чином: 20,3 % — особи молодші 18 років, 61,3 % — особи у віці 18—64 років, 18,4 % — особи у віці 65 років та старші. Медіана віку мешканця становила 48,0 року. На 100 осіб жіночої статі у місті припадало 102,6 чоловіків;  на 100 жінок у віці від 18 років та старших — 110,0 чоловіків також старших 18 років.
Середній дохід на одне домашнє господарство  становив 69 846 доларів США (медіана — 52 500), а середній дохід на одну сім'ю — 82 050 доларів (медіана — 70 417). Медіана доходів становила 42 500 доларів для чоловіків та 26 964 долари для жінок. За межею бідності перебувало 5,9 % осіб, у тому числі 11,8 % дітей у віці до 18 років та 0,0 % осіб у віці 65 років та старших.
Цивільне працевлаштоване населення становило 93 особи. Основні галузі зайнятості: освіта, охорона здоров'я та соціальна допомога — 31,2 %, сільське господарство, лісництво, риболовля — 19,4 %, роздрібна торгівля — 15,1 %, виробництво — 12,9 %.